# هرویگ شوپر
هرویگ فرانتس شوپر (زاده ۲۸ فوریه ۱۹۲۴)، یک فیزیکدان تجربی است و از سال ۱۹۸۱ تا ۱۹۸۸ مدیر کل سرن بود.

## زندگی‌نامه
شوپر در لانکرون، بوهمیا، در خانواده ای با تبار اتریشی به دنیا آمد. وی دیپلم و دکترای خود را از دانشگاه هامبورگ زیر نظر ویلهلم لنز و رودولف فلیشمان گرفت. در سال ۱۹۵۰–۵۱ او به عنوان دستیار تحقیقاتی با لیز میتنر در استکهلم و در سال ۱۹۵۶–۵۷ در آزمایشگاه کاوندیش زیر نظر اتو رابرت فریش فعالیت داشت.
در طول این بورس‌های تحصیلی، شوپر در فیزیک هسته ای کار کرد و در نیروی هسته ای ضعیف به شواهد نقض پاریته کمک کرد. او قطبش دایره ای اشعه گاما را به دنبال واپاشی بتا، که توسط لی و یانگ غیرقابل تصور بود، اندازه‌گیری کرد و در همان آزمایش نشان داد که مارپیچگی‌های نوترینو و آنتی نوترینو مخالف هستند. بعداً او برای آزمایش تقارن نسبت به زمان، درگیر آزمایش شد. در سال ۱۹۵۶، او به دنبال پولز در دانشگاه ارلانگن به انجام پژوهش در اپتیک و فیزیک حالت جامد در لایه‌های نازک فلزی ادامه داد، البته او این کار را در هامبورگ آغاز کرده بود. همچنین او به همراه Clausnitzer، اولین منبع پروتون‌های قطبی توسعه داد. او در سال ۱۹۵۷ در دانشگاه ارلانگن سخنران خارجی معرفی شد.

## افتخارات و جوایز

### مدرک دانشگاهی افتخاری
شوپر مدرک دکترای افتخاری را از: دانشگاه ارلانگن، دانشگاه ایالتی مسکو، دانشگاه ژنو، دانشگاه لندن، موسسه مشترک تحقیقات هسته ای (دوبنا)، مؤسسه فیزیک انرژی بالا (پروتوینو) و مؤسسه قبرس (نیکوزیا) دریافت کرد.

### جوایز
- جایزه فیزیک آکادمی علوم و علوم گوتینگن (1957)[۱۰]
- مدال کاروس آکادمی علوم Leopoldina در هاله (۱۹۵۷)
- Ritter-von-Gerstner-Medal (1978)
- GroßerSudetendeutscherKulturpreis (1984)
- جایزه گلدن پلات آکادمی دستاورد آمریکا (۱۹۸۵) (۱۹۸۵)
- مدال طلای انستیتوی ویزمن (اسرائیل) با CERN (1985)
- Grosses Bundesverdienstkreuz از جمهوری فدرال آلمان (۱۹۸۹)
- مدال ویلهلم اگزر (اوستریش) (۱۹۹۱)
- مدال یادبود JEPurkyne آکادمی علوم چک (۱۹۹۴)
- دستور دوستی فدراسیون روسیه اعطا شده توسط رئیس‌جمهور یلتسین (۱۹۹۶)
- اعظم کوردن سفارش استقلال اعطا شده توسط ملک عبدالله دوم اردن (۲۰۰۳)
- مدال تیت از انستیتوی فیزیک آمریکا (2003)[۱۱]
- مدال طلای آلبرت انیشتین یونسکو، دانمارک (2004)[۱۲]
- مدال نقره شورای بین‌المللی SESAME (2004)
- مدال طلای یونسکو نیلز بور (2005)[۱۳]
- مدال افتخار وزیر آموزش پرتغال و آموزش عالی (۲۰۰۹)
- مدال فیزیک درجه یک انجمن بدنی چک و اتحادیه ریاضیدانان و فیزیکدانان چک (۲۰۱۰)
- صلیب بزرگ سفارش شایستگی جمهوری قبرس (۲۰۱۲)
- سوزن افتخار طلایی DESY (هامبورگ) (۲۰۱۳)
- جایزه AAAS برای دیپلماسی علوم (2019)[۲][۱۴]

### عضویت
- آکادمی علوم Leopoldina در Halle[۱۵]
- Academia Europaea در لندن[۱۶]
- Academia Scientiarium و Artium Europea در سالزبورگ[۱۷]
- عضو مسئول آکادمی علوم باواریا در مونیخ[۱۸]
- عضو افتخاری آکادمی علوم مجارستان[۱۹]
- عضو پژوهشگاه فیزیک لندن
- عضو انجمن بدنی آمریکا[۲۰]
- آکادمی علوم در لیسبون[۲۱]
- عضو و معتمد آکادمی جهانی هنر و علوم در سانفرانسیسکو[۲۲]
- عضو افتخاری انجمن بدنی سوئیس[۷][۲۳]
- عضو افتخاری انجمن بدنی اروپا[۲۴]
- عضو افتخاری انجمن بدنی آلمان[۲۵]
- عضو افتخاری آکادمی علوم لهستان

## انتشارات و کتابها

### انتشارات علمی
شوپر بیش از ۲۰۰ انتشار در زمینه اپتیک، فیزیک هسته ای، فیزیک ذرات ابتدایی و فناوری شتاب‌دهنده نوشت. برخی از مهمترین آثار عبارتند از:
- Fleischmann R. and H. Schopper، تعیین ثابتهای نوری و ضخامت لایه لایه‌های جاذب با استفاده از اندازه‌گیری تغییر فاز مطلق Z.Physik 129.285 (1951) (اولین روش برای اندازه‌گیری فاز مطلق بر بازتاب نور بر روی لایه‌های فلزی نازک)
- H. Schopper، تفسیر ثابتهای نوری فلزات قلیایی، Z.Pyysik 135، ۱۶3 (1953) (رفتار نوری غیرطبیعی لایه‌های فلز نازک قلیایی به وضعیت جسمی خاصی از فلز نیاز ندارد)
- H. Schopper، قطبی شدن مدور پرتوهای گاما: اثبات بیشتر برای عدم موفقیت برابری در فروپاشی بتا، فیل. مگ ۲، ۷۱0 (1957) (یکی از آزمایش‌هایی که توسط لی و یانگ پیشنهاد شده‌است، اما غیرممکن است. در این آزمایش برای اولین بار نشان داده شد که حراست نوترینو و آنتی نوترینو مخالف است. )
- G. Clausnitzer , R. Fleischmann و H. Schopper، تولید یک پرتوی اتم هیدروژن با چرخش هسته ای موازی، Z.Physik 144، ۳۳6 (1956)
- H. Schopper and S. Galster، قطبش مدور برنجهای داخلی و خارجی، Nucl. بدن ۶، ۱۲5 (1958) (اولین اندازه‌گیری قطبی سازی دایره ای از Bremsstrahlung داخلی پوسیدگی بتا)
- J. Halbritter , R. Hietschold, P. Kneisel, and H. Schopper، تلفات کوپلینگ و اندازه‌گیری مقادیر Q از حفره‌های ابررسانا، گزارش KFK کارلسروهه ۳ / ۸۶-6 (1968) (انتشار اولیه مطالعه ابررسانایی حفره‌ها برای سرعت بخشیدن به ذرات)
- RM Littauer , H. Schopper , RR Wilson، خواص الکترومغناطیسی پروتون و نوترون، Phys. احیاء برگه ۶، ۲۸6 (1961)، فیزیک. احیاء برگه ۷، ۱۴1 (1961) و ۷، ۱۴4 (1961) (اندازه‌گیری عوامل شکل هسته ای، بهبود اولین اندازه‌گیری‌ها توسط R. Hofstadter)
- بهراند و همکاران، پراکندگی الکترون-پروتون الاستیک در حرکات تا ۱۱۰ فرمی -۲، نوو انتقال می‌دهد. Cim 48.140 (1967)
- J. Engler , W. Flauger, AS. Gibbard , F. Mönnig, K. Runge and H. Schopper، طیف‌سنج جذب کل برای اندازه‌گیری انرژی ذرات پر انرژی، نوکل. ساز مت ۱۰۶، ۱۸9 (1973) (اولین استفاده و بهینه‌سازی یک "دماسنج هادرون")
- V. Boehmer و همکاران، پراکندگی الاستیک نوترون-پروتون از ۱۰ تا 70 GeV / c، نوکل. بدن B91، ۲۶6 (1975) و انتشارات دیگر (پراکندگی نوترون-پروتون در انرژی‌های بالا، ISR در سرن و در انستیتوی فیزیک انرژی بالا در پروتوینو، روسیه)
- همکاری L3، تولید Upsilon در پوسیدگی Z، فیزیک. برگه ب ۴۱۳، ۱۶7 (1997) و تولید سنگ کوارکونیوم سنگین در پوسیدگی Z , CERN-PPE / 92-99 و Phys. برگه ب (شوپر نویسنده اصلی این انتشارات بود)
- H.Schopper، نور SESAME: یک رؤیا به واقعیت تبدیل می‌شود، La Rivista del Nuovo Cimento، ۴۰، ۱۹9 (2017)

### کتابها
- H. شوپر، تعامل ضعیف و فروپاشی هسته ای بتا ، انتشارات هلند شمالی (۱۹۶۶)
- H. Schopper , Matter and Antimatter , Pieper Verlag (1989)
- H. Schopper, LEP The Lord of Rings Collider at CERN 1980–2000، Springer Verlag (2009)
- ویرایشگر مواد Springer Material , Landolt-Bornstein، هسته ای و فیزیک ذرات
- H. Schopper و L. Di Lella، ویراستاران، ۶۰ سال آزمایش CERN و اکتشافات CERN , World Science (2015)
- مجری چندین کتاب دیگر